# Tętnica ślimakowa
Tętnica ślimakowa (łac. arteria cochlearis) – w anatomii człowieka, gałąź tętnicy błędnika unaczyniająca zakręty ślimaka.

## Przebieg i zakres unaczynienia
Tętnica ślimaka odgałęzia się od głównej tętnicy ucha wewnętrznego, tętnicy błędnika, która przebiegając przez przewód słuchowy wewnętrzny dzieli się tam jeszcze na tętnicę przedsionkową i tętnicę przedsionkowo-ślimakową. 
Tętnica ślimaka wnika do wrzecionka, oddaje tu najczęściej dwie lub trzy gałązki wijące się spiralnie. Jedna z nich unaczynia część zakrętu podstawnego, pozostałe – uzupełniają zaopatrzenie zakrętu podstawowego i unaczyniają zakręt środkowy i szczytowy. Gałązki te zespalając się z gałęzią ślimakową tętnicy przedsionkowo-ślimakowej tworzą sieć naczyniową ślimaka, blaszki spiralnej, ściany bębenkowej i ściany zewnętrznej przewodu ślimakowego.

## Synonimy i odmiany

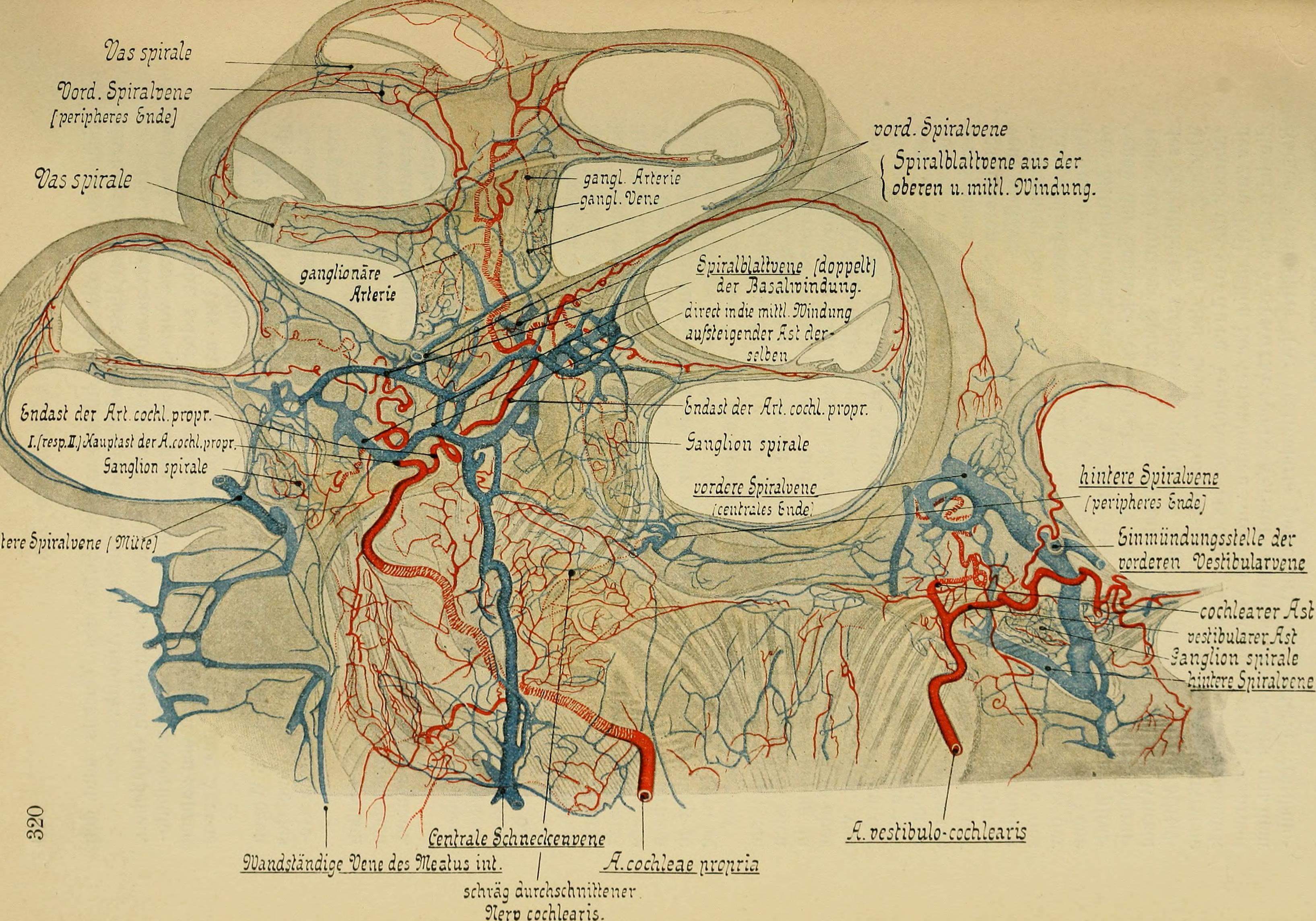
W niemieckojęzycznym atlasie anatomii z końca XIX w. tętnica ślimakowa opisana jako a. cochleae propria.

Tętnica ślimaka bywa nazywana gałęzią ślimakową tętnicy błędnika (łac. ramus cochlearis arteriae labyrinthi), tętnicą spiralną wrzecionka (łac. arteria spiralis modioli) lub tętnicą właściwą ślimaka (łac. arteria cochleae propria). 
Podział tętnicy błędnika na trzy gałęzie występuje w ok. 80% przypadków, w pozostałych przypadkach unaczynienie ślimaka przejmuje tętnica przedsionkowo‑ślimakowa, a tętnicy ślimakowej nie wyróżnia się. Wówczas pień tętnicy błędnika po odejściu tętnicy przedsionkowej bywa nazywany tętnicą wspólną ślimaka (łac. arteria cochleae communis). 
Spiralny układ tętnic obejmujący wrzecionko w pobliżu nasady blaszki spiralnej kostnej bywa zbiorczo nazywany pasmem tętniczym spiralnym (łac. tractus spiralis arteriosus). Z sieci tej odchodzą mniejsze tętniczki do blaszki spiralnej, błony podstawnej z narządem spiralnym, więzadła spiralnego, schodów przedsionka i schodów bębenka.